# Campeonato Mundial de Esquí Alpino de 2013
El XLII Campeonato Mundial de Esquí Alpino se celebró en la localidad alpina de Schladming (Austria) del 5 al 17 de febrero de 2013 bajo la organización de la Federación Internacional de Esquí (FIS) y la Federación Austríaca de Esquí. Es la segunda ocasión que un Mundial de Esquí Alpino se realizó en esta sede, la primera fue en 1982.
Las competiciones se realizaron en las pistas de la estación de esquí de Planai.

## Países participantes
Participaron 608 esquiadores (hombres/mujeres) de 70 países miembros de la FIS.
| - Albania (1/-) - Alemania (9/11) - Andorra (5/1) - Argentina (5/5) - Armenia (4/1) - Australia (7/3) - Austria (21/15) - Azerbaiyán (2/-) - Bélgica (8/3) - Bielorrusia (2/2) - Bosnia y Herzegovina (4/4) - Brasil (2/-) - Bulgaria (3/3) - Canadá (12/8) - Chile (8/5) - China (3/2) - Chipre (2/2) - Corea del Sur (1/-) | - Croacia (10/8) - Dinamarca (8/2) - Estonia (1/-) - Eslovaquia (5/6) - Eslovenia (12/10) - España (3/1) - Estados Unidos (12/8) - Finlandia (6/3) - Francia (18/16) - Georgia (4/1) - Grecia (4/4) - Haití (2/-) - Hungría (9/9) - India (2/2) - Irán (6/6) - Irlanda (2/1) - Islandia (5/5) - Israel (2/2) | - Islas Vírgenes de los Estados Unidos (-/1) - Italia (13/10) - Jamaica (1/-) - Japón (4/3) - Kazajistán (4/1) - Kirguistán (6/1) - Letonia (8/6) - Líbano (4/5) - Liechtenstein (5/4) - Lituania (3/1) - Luxemburgo (3/-) - Macedonia del Norte (4/1) - Malta (-/1) - México (1/-) - Moldavia (2/-) - Mónaco (1/1) - Montenegro (3/2) | - Noruega (6/4) - Nueva Zelanda (6/3) - Países Bajos (4/3) - Perú (1/1) - Polonia (4/4) - Portugal (2/-) - Puerto Rico (-/1) - Reino Unido (1/1) - República Checa (6/6) - Rumania (1/-) - Rusia (8/9) - San Marino (2/2) - Serbia (5/3) - Suecia (8/7) - Suiza (17/30) - Ucrania (3/4) - Uzbekistán (7/4) |

## Calendario
| M | Masculino | F | Femenino | EQ | Mixto |

| Febrero de 2013 | 05 Mar | 06 Mié | 07 Jue | 08 Vie | 09 Sáb | 10 Dom | 11 Lun | 12 Mar | 13 Mié | 14 Jue | 15 Vie | 16 Sáb | 17 Dom |
| --------------- | ------ | ------ | ------ | ------ | ------ | ------ | ------ | ------ | ------ | ------ | ------ | ------ | ------ |
| Descenso        |        |        |        |        | M      | F      |        |        |        |        |        |        |        |
| Eslalon         |        |        |        |        |        |        |        |        |        |        |        | F      | M      |
| Eslalon gigante |        |        |        |        |        |        |        |        |        | F      | M      |        |        |
| Supergigante    | F      | M      |        |        |        |        |        |        |        |        |        |        |        |
| Supercombinada  |        |        |        | F      |        |        | M      |        |        |        |        |        |        |
| Equipo          |        |        |        |        |        |        |        | EQ     |        |        |        |        |        |

## Resultados

### Masculino
| Evento                  | Oro                                    | Plata                                 | Bronce                                 |
| ----------------------- | -------------------------------------- | ------------------------------------- | -------------------------------------- |
| Descenso (09.02)        | Aksel Lund Svindal · Noruega · 2:01,32 | Dominik Paris · Italia · 2:01,78      | David Poisson Francia 2:02,29          |
| Eslalon (17.02)         | Marcel Hirscher · Austria · 1:51,03    | Felix Neureuther · Alemania · 1:51,45 | Mario Matt · Austria · 1:51,68         |
| Eslalon gigante (15.02) | Ted Ligety Estados Unidos 2:28,92      | Marcel Hirscher · Austria · 2:29,73   | Manfred Mölgg · Italia · 2:30,67       |
| Supergigante (06.02)    | Ted Ligety Estados Unidos 1:23,96      | Gauthier de Tessières Francia 1:24,16 | Aksel Lund Svindal · Noruega · 1:24,18 |
| Supercombinada (11.02)  | Ted Ligety Estados Unidos 2:56,96      | Ivica Kostelić · Croacia · 2:58,11    | Romed Baumann · Austria · 2:58,13      |

### Femenino
| Evento                  | Oro                                     | Plata                                    | Bronce                                 |
| ----------------------- | --------------------------------------- | ---------------------------------------- | -------------------------------------- |
| Descenso (10.02)        | Marion Rolland Francia 1:50:00          | Nadia Fanchini · Italia · 1:50,16        | Maria Höfl-Riesch · Alemania · 1:50,70 |
| Eslalon (16.02)         | Mikaela Shiffrin Estados Unidos 1:39,85 | Michaela Kirchgasser · Austria · 1:40,07 | Frida Hansdotter · Suecia · 1:40,11    |
| Eslalon gigante (14.02) | Tessa Worley Francia 2:08,06            | Tina Maze Eslovenia 2:09,18              | Anna Fenninger · Austria · 2:09,24     |
| Supergigante (05.02)    | Tina Maze Eslovenia 1:35,39             | Lara Gut · Suiza · 1:35,77               | Julia Mancuso Estados Unidos 1:35,91   |
| Supercombinada (08.02)  | Maria Höfl-Riesch · Alemania · 2:39,92  | Tina Maze Eslovenia 2:40,38              | Nicole Hosp · Austria · 2:40,92        |

### Mixto
| Evento          | Oro | Plata | Bronce |
| --------------- | --- | --- | --- |
| Equipos (12.02) | Austria · Nicole Hosp · Michaela Kirchgasser · Marcel Hirscher · Philipp Schörghofer · Carmen Thalmann R · Marcel Mathis R | Suecia · Frida Hansdotter · Maria Pietilä-Holmner · Mattias Hargin · André Myhrer · Nathalie Eklund R · Jens Byggmark R | Alemania · Lena Dürr · Maria Höfl-Riesch · Fritz Dopfer · Felix Neureuther · Veronique Hronek R · Stefan Luitz R |

## Medallero
| Núm. | País           | Oro | Plata | Bronce | Total |
| ---- | -------------- | --- | ----- | ------ | ----- |
| 1    | Estados Unidos | 4   | 0     | 1      | 5     |
| 2    | Austria        | 2   | 2     | 4      | 8     |
| 3    | Francia        | 2   | 1     | 1      | 4     |
| 4    | Eslovenia      | 1   | 2     | 0      | 3     |
| 5    | Alemania       | 1   | 1     | 2      | 4     |
| 6    | Noruega        | 1   | 0     | 1      | 2     |
| 7    | Italia         | 0   | 2     | 1      | 3     |
| 8    | Suecia         | 0   | 1     | 1      | 2     |
| 9    | Croacia        | 0   | 1     | 0      | 1     |
| 9    | Suiza          | 0   | 1     | 0      | 1     |
|      | TOTAL          | 11  | 11    | 11     | 33    |